# هارولد هودج
هارولد هودج (بالإنجليزية: Harold Hodge)‏ هو عالم سموم ‏ أمريكي، ولد في 1904، وتوفي في 1990.